# Biserica de lemn din Găiceana
Biserica de lemn din Găiceanca se află în cătunul Recea din satul Găiceana din Comuna Găiceana, Bacău. Este datată din anul 1808, este de rit ortodox, are hramul Adormirea Maicii Domnului și se află pe noua listă a monumentelor istorice la cod LMI BC-II-m-B-00835.

## Istoric
Ridicată pe un vârf de deal din Podișul Bârladului la marginea nordică a așezării, lângă DJ 252, biserica a fost reclădită în 1864 de către enoriași, cu sprijinul Ecaterinei Al. Surdza, proprietara de atunci a moșiei din locul respectiv. Clădirea a suferit transformări în 1938 și în 1986.

## Detalii arhitecturale
În curtea care găzduiește un mic cimitir, se intră printr-o poartă înaltă din lemn cu arcadă. Edificiul are un mic pridvor pe fața apuseană, unde se află și ușa de la intrare și o singură turlă. Forma este de corabie. În curte este o clopotniță, de asemeni din lemn.
Construcția s-a făcut din bârne și vălătuci, exteriorul este căptușit cu scândura, temelia este din piatră de râu, iar acoperișul din șindrilă. În interior lăcașul de cult este spoit cu var.